# Gered Mankowitz

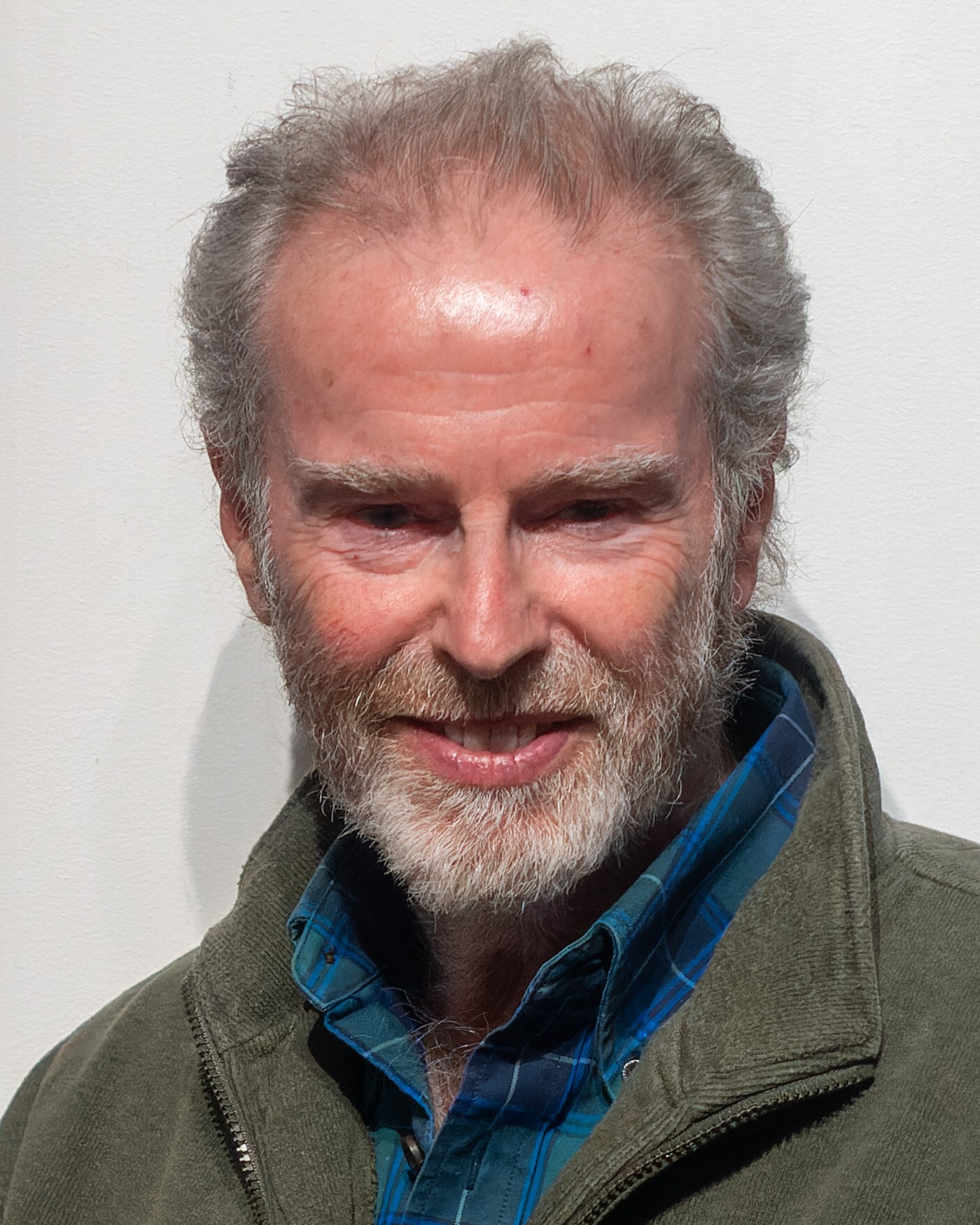
Gered Mankowitz (2023)

Gered Mankowitz (* 3. August 1946 in London) ist ein britischer Fotograf. Er arbeitet vornehmlich für die Musikindustrie und hat eine Reihe von Künstlerporträts geschaffen, die heute zu den fotografischen Ikonen der Popkultur zählen, darunter Aufnahmen von den Rolling Stones und Jimi Hendrix. Daneben produziert er Werke für Mode, Werbung und Nachrichten.

## Leben

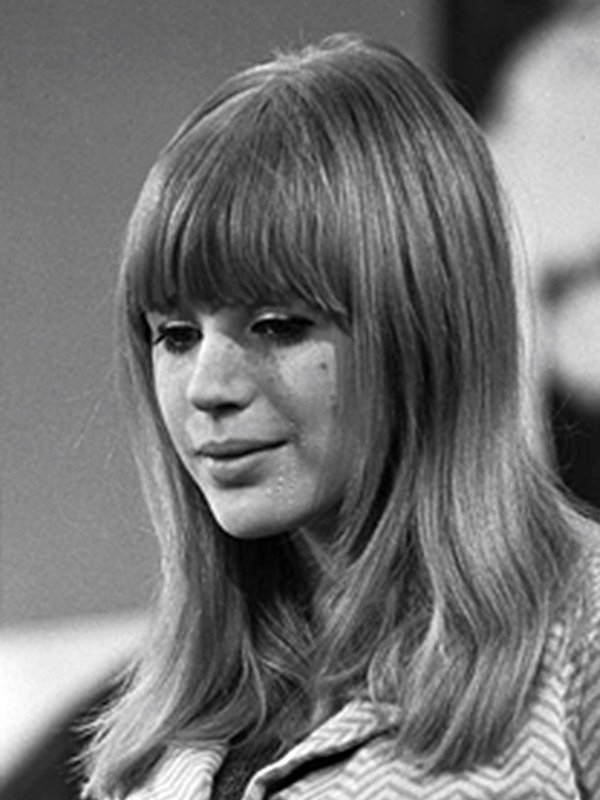
Marianne Faithfull (1966)

Gered Mankowitz ist der erste von vier Söhnen des verstorbenen Schriftstellers und Drehbuchautors Wolf Mankowitz und seiner Frau, der Psychoanalytikerin Ann Mankowitz, geborene Seligmann. Gered Mankowitz besuchte in seiner Kindheit und Jugend mehrere progressive Londoner Schulen und beendete mit 15 Jahren seinen Schulbesuch ohne Abschluss. Zur Fotografie wurde er nach eigener Aussage von dem Schauspieler Peter Sellers inspiriert. Nachdem der Fotograf Tom Blau seine ersten Fotos gesehen hatte, bot er Mankowitz eine Lehrstelle in seiner Fotoagentur Camera Press Ltd. in London an. Über einen Zeitraum von mehreren Monaten arbeitete Mankowitz in allen Abteilungen von Camera Press und erhielt einen Einblick in die Fotoindustrie.
1962 hielt sich Mankowitz mit seiner Familie auf Barbados auf und begann, professionell zu fotografieren. Seine Arbeiten umfassten auch architektonische Studien und Dokumentarfotografie. Nach seiner Rückkehr nach London erhielt Mankowitz das Angebot, in Paris für den Modefotografen Alec Murray zu arbeiten. Trotz des Glamours wurde Mankowitz bald klar, dass dieses spezielle Arbeitsgebiet für ihn nicht erfüllend war. Nach seiner Rückkehr nach London arbeitete er für den Show-Biz-Porträtisten Jeff Vickers. Diese Anstellung gab ihm die Möglichkeit, seine Kontakte im Showgeschäft auszubauen und seine Erfahrungen im Fotostudio zu erweitern, indem er viele Schauspieler und andere Persönlichkeiten porträtierte.
1963 fotografierte Mankowitz das Gesangsduo Chad & Jeremy, das gerade bei Ember Records unterschrieben hatte. Eines dieser Fotos wurde als Cover für Yesterday’s Gone, das erste Albums des Duos, verwendet. Er begann mit einer neuen Generation von Produzenten wie John Barry, Shel Talmy und Chris Blackwell zu arbeiten und fotografierte nun zeitgenössische Künstler, die aus seiner Altersgruppe stammten. Ende 1963 eröffnete Mankowitz sein erstes Studio im Mason’s Yard nahe dem Piccadilly Circus. Innerhalb weniger Monate hatte sich Mankowitz bereits einen Namen gemacht und wurde gebeten, Marianne Faithfull zu fotografieren, die gerade mit As Tears Go By einen großen Hit hatte. Durch die enge Zusammenarbeit mit Faithfull lernte er ihren Manager und Musikproduzenten Andrew Loog Oldham kennen. Anfang 1965 bat Oldham ihn, die Rolling Stones zu fotografieren, die er ebenfalls managte und produzierte.

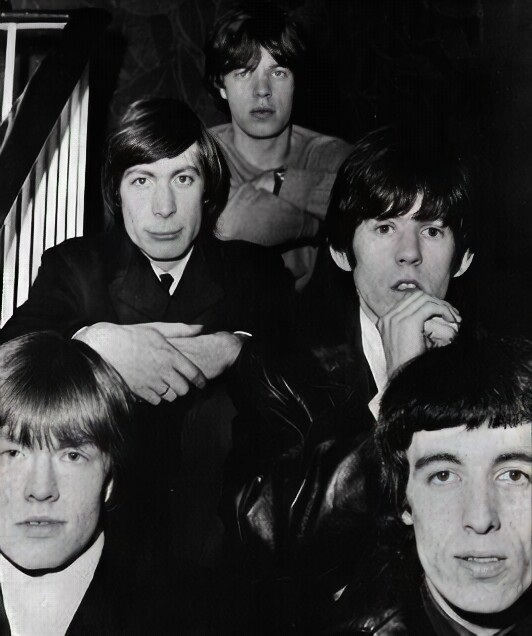
The Rolling Stones (1965)

Aus der ersten Fotosession stammt das Cover für Out of Our Heads, das auch für December’s Children (And Everybody’s) verwendet wurde. Anschließend baten ihn die Rolling Stones, sie auf ihrer Herbsttournee nach Amerika zu begleiten. Während dieser Tournee durch die USA fotografierte Mankowitz die Rolling Stones auf und abseits der Bühne und kam Keith Richards und Charlie Watts besonders nahe. Nach der Rückkehr arbeitete Mankowitz als offizieller Fotograf der Rolling Stones und produzierte Fotos für die Alben Got Live If You Want It!, Big Hits (High Tide and Green Grass) und Between the Buttons. Er lieferte auch Fotos für Werbung und Presse. Die Aufnahmen zeigen die Bandmitglieder auf und hinter der Bühne, im Tonstudio und im privaten Umfeld. Sein Engagement endete 1967, als sich die Band von ihrem Manager Oldham trennte.
Nach der Trennung von den Rolling Stones arbeitete Mankowitz weiter für Oldham und dessen Immediate-Label. 1967 traf er sich in seinem Studio mit Jimi Hendrix und den anderen beiden Bandmitglieder der Experience zu zwei Fotosessions. Diese Aufnahmen zählen heute zu den bekanntesten Aufnahmen von Hendrix. Daneben porträtierte er viele andere Künstler und Musikgruppen wie Eric Clapton, Free, Traffic, The Yardbirds, The Small Faces und Soft Machine. In dieser Zeit arbeitete Mankowitz auch in anderen Bereichen der Fotografie, darunter Werbung, Buchcover und für eine kurze Zeit auch Standbilder bei Dreharbeiten. 1968 verbrachte er mehrere Monate auf Sardinien mit Elizabeth Taylor und Richard Burton für die Filmaufnahmen zu Boom. In den 1970er und 1980er Jahren machte er Aufnahmen mit Slade, Agnetha Fältskog, Gary Glitter, Suzi Quatro, The Sweet, Smokie, Elton John, Ultravox, Kate Bush, Cliff Richard, Eurythmics, ABC, Duran Duran, Wham!, Kim Wilde, George Harrison, Traveling Wilburys und anderen.
1982 hatte Mankowitz eine große Ausstellung seiner Arbeiten in der Photographers’ Gallery in London. Die Ausstellung, die sich erstmals ganz auf die Musikwelt konzentrierte, wurde anschließend zwei Jahre lang an verschiedenen Orten in Großbritannien gezeigt. 1984 erschien in Großbritannien und den USA ein auf dieser Ausstellung basierendes Buch mit dem Titel Hit Parade. Ebenfalls 1984 wurde ein Buch mit Gereds Rolling-Stones-Fotografien mit dem Titel Satisfaction veröffentlicht.

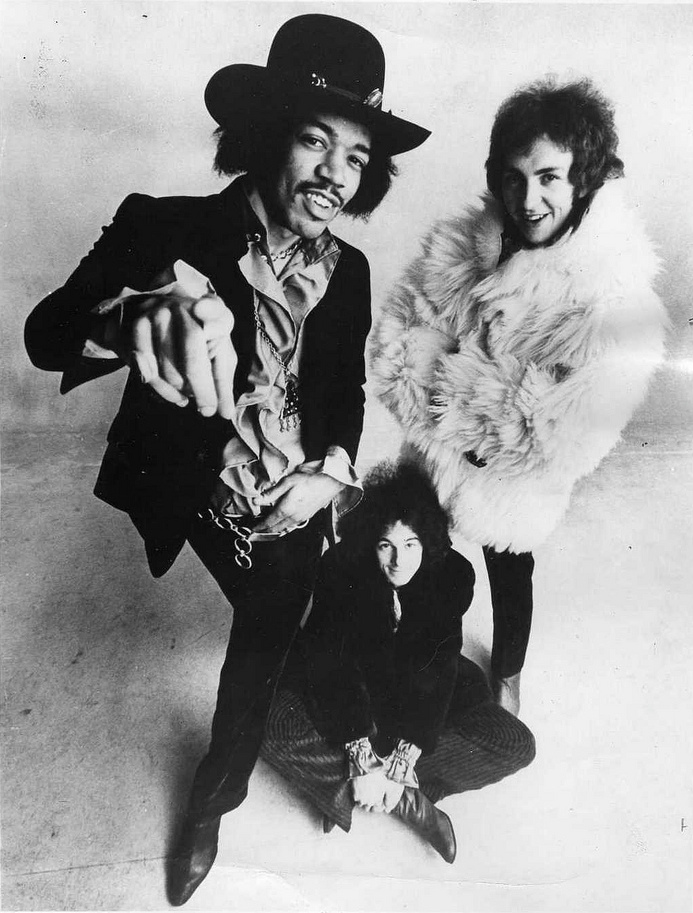
Jimi Hendrix Experience (1968)

1991 schloss sich Mankowitz mit dem Designer David Costa zusammen, um die Ink Icon Ltd. zu gründen und eine Serie von Siebdrucken in limitierter Auflage zu produzieren, die auf seinem Archiv basieren. Das erste Motiv dieses Großprojekts war Jimi Hendrix. Das Ergebnis war so erfolgreich, dass es zum Aushängeschild für die weltweite Jimi Hendrix-Ausstellung gewählt wurde. Es wurde auch als Cover für die mehrfach ausgezeichnete Kompilation The Ultimate Experience verwendet, die 1992 erschienen ist.
1992 hatte Mankowitz einen großen Erfolg mit seiner Ausstellung Entertainers in der Cromwell and Ward Gallery in London. 1993 schufen Mankowitz und Costa drei neue Bilder von Hendrix für die Wiederveröffentlichung der drei Alben der Jimi Hendrix Experience. Ihr nächstes Projekt war 1994 die Produktion eines Satzes von vier Siebdrucken für die Voodoo Lounge Tour der Rolling Stones. 1995 erschien in limitierter Auflage ein Rolling-Stones-Band von Mankowitz mit dem Titel Mason’s Yard to Primrose Hill. Im selben Jahr gab es eine Ausstellung zu diesem Buch in Washington. 1998 wurde ein weiterer Fotoband mit über 3000 Bildern aus dem Rolling-Stones-Archiv von Mankowitz veröffentlicht. Beide Bücher waren schnell ausverkauft und werden heute zu Preisen über 1000 £ gehandelt.
1998 folgten Einzelausstellungen von Mankowitz in Washington und New York. In der Ausstellung Icons of Pop, die in der National Portrait Gallery in London stattfand, war Mankowitz mit mehreren Bildern vertreten. Seit 2000 sind einige seiner Werke in der San Francisco Art Exchange dauerhaft ausgestellt, wo sie zu den beständigsten Verkäufen der Galerie gehören. Ende 2000 hatte Mankowitz seine erste große Ausstellung in der Amsterdamer Torch Gallery. Ende 2001 präsentierte Mankowitz zusammen mit dem Beatles-Fotografen Robert Freeman eine 64-Bilder-Schau in Hongkong, die später in Stockholm und San Francisco gezeigt wurde. 2002 beteiligte sich Mankowitz in London an einer großen Ausstellung von Jimi-Hendrix-Fotografien, die er auch mitkuratiert hatte. Im selben Jahr veröffentlichte Mankowitz ein neues Buch mit seinen Rolling-Stones-Fotografien, die im Rahmen einer Rolling-Stones-Ausstellung in London präsentiert wurde.
2003 brachte Mankowitz zusammen mit seinem Partner David Costa eine Jimi Hendrix Fender-Stratocaster-Gitarre in limitierter Auflage auf den Markt. 2004 produzierte Mankowitz in Manchester eine Ausstellung mit Lentikulardrucken. Sie zählt zu seinen erfolgreichsten Ausstellungen. 2004 schuf Mankowitz über 50 Porträts anlässlich der Feierlichkeiten zum 25. Jahrestag der Unabhängigkeit von St. Lucia, die anschließend in London und New York gezeigt wurden. In den folgenden Jahren veröffentlichte Mankowitz weitere Bildbände mit Aufnahmen von Jimi Hendrix und den Rolling Stones. 2007 verließ Mankowitz London und zog nach Cornwall. Dort hielt er auch gelegentlich Vorlesungen an der Universität von Falmouth. Mankowitz porträtierte zu dieser Zeit Musiker wie Oasis, The Verve, Catatonia, Kula Shaker, Embrace, Buena Vista Social Club, Snow Patrol, The Bravery und andere.
2013 feierte Mankowitz sein 50-jähriges Jubiläum mit einem Retrospektivband und Ausstellungen in Amsterdam, London und Tokio. Dazu gab es Ausstellung von Kate-Bush-Fotografien in der Londoner Snap Gallery. 2016 wurde er mit der Ehrenmitgliedschaft der Royal Photographic Society ausgezeichnet. 2017 ging Mankowitz eine Zusammenarbeit mit dem Künstler Christian Furr ein und gestaltete mit ihm die Ausstellung 45RPM mit 45 großformatigen Drucken. Heute fotografiert Mankowitz weiterhin für die Musikindustrie. Zu seinen jüngsten Arbeiten gehören Sessions mit The Hives, Blondelle, Patrick Wolf, Ren Harvieu und dem Bluessänger und Gitarristen Doyle Bramhall II. Mankowitz schreibt regelmäßig für Mojo und das Sunday Times Magazine. Drucke seiner Arbeiten werden in Galerien auf der ganzen Welt verkauft.

## Werke

### Albumcover (Auswahl)
- 1963: Chad & Jeremy: Yesterday’s Gone
- 1965: The Rolling Stones: Out of Our Heads
- 1967: The Rolling Stones: Between the Buttons
- 1968: The Nice: The Thoughts of Emerlist Davjack
- 1977: Ultravox: Ultravox!
- 1979: Cliff Richard: Rock ’n’ Roll Juvenile
- 1981: Kim Wilde: Kim Wilde
- 1982: Kim Wilde: Select
- 1987: George Harrison: Cloud Nine
- 1988: Traveling Wilburys: Traveling Wilburys Vol. 1
- 1992: Jimi Hendrix: The Ultimate Experience